# Roberto Insigne
Roberto Insigne (ur. 11 maja 1994 w Neapolu) – włoski piłkarz grający na pozycji napastnika we włoskim klubie Benevento Calcio. W swojej karierze grał także w takich zespołach jak AC Perugia Calcio, Urbs Sportiva Reggina 1914, US Avellino 1912, SSD Latina Calcio 1932 i Parma Calcio 1913. Były młodzieżowy reprezentant Włoch. Brat Lorenzo Insigne.